# Walter Zschokke
Walter Zschokke (* 15. Januar 1948 in Wildegg, Aargau, Schweiz; † 5. Februar 2009 in Wien, Österreich) war ein Schweizer Architekt und Architekturkritiker.

## Leben

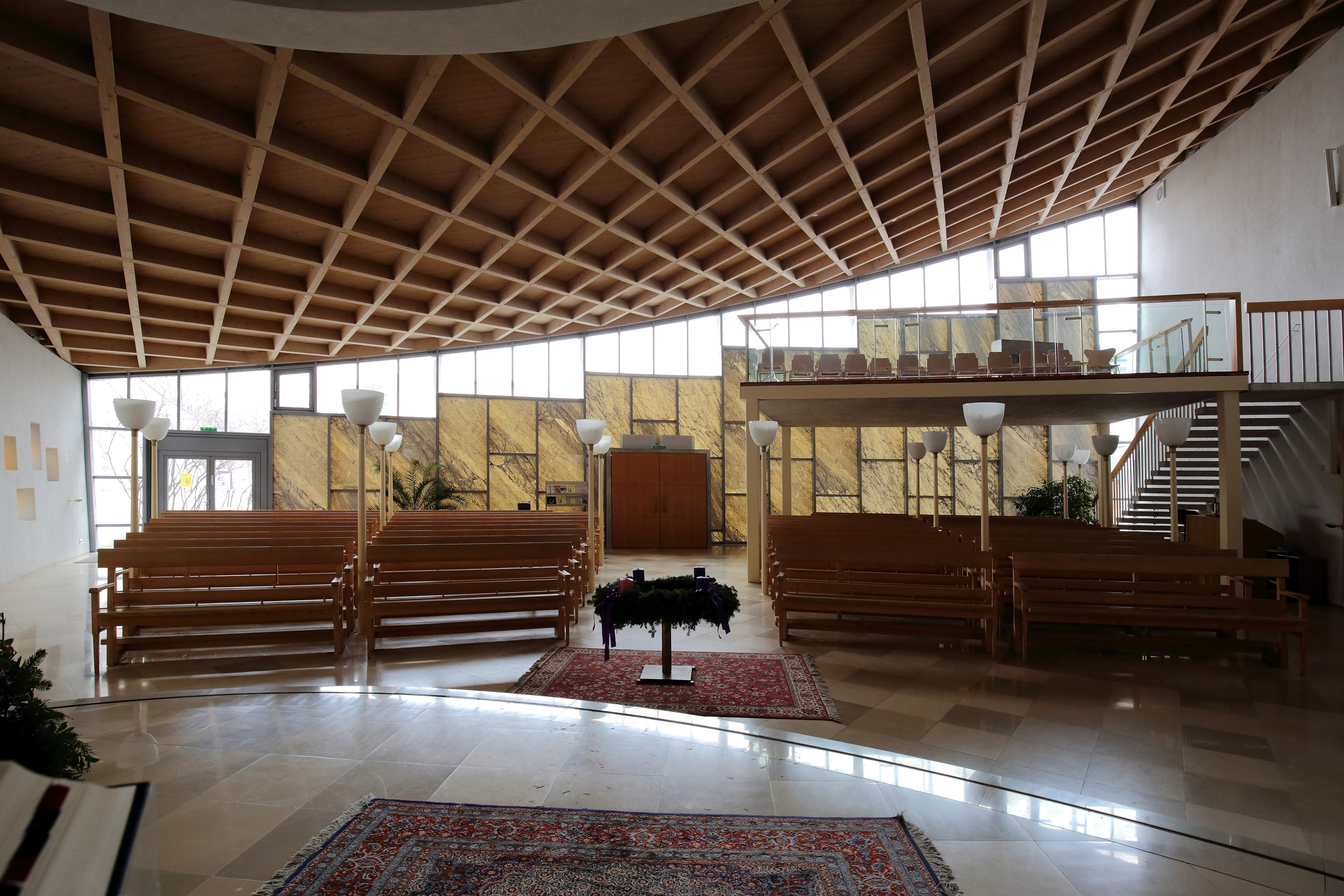
Saalraum der Pfarrkirche St. Benedikt am Leberberg in Wien

Zschokke studierte Architektur an der ETH Zürich, war von 1977 bis 1985 Assistent bei A. M. Vogt und wurde in Architekturgeschichte promoviert (Arbeit über die Gestaltung der Sustenpass-Strasse). Ab 1977 war Zschokke am Institut für Geschichte und Theorie der Architektur der ETH tätig.
Er lebte ab 1985 in Wien und arbeitete auf dem Gebiet der Architektur als Entwerfer, Historiker, Kritiker, Juror, Kurator und Ausstellungsmacher. Zuerst in Büro des Hollein-Schülers Hermann Czech beschäftigt, hatte Zschokke ab 1989 selbständig ein Atelier mit Walter Hans Michl. Daneben war er Beirat für Kultur und Wissenschaft des Landes Niederösterreich wie auch der Kunstsektion des Bundeskanzleramtes. An der Kunstuniversität Linz hatte er einen Lehrauftrag für Theorie und Geschichte der Architektur. Zschokke galt als Kenner der österreichischen Architekturpraxis, und schrieb über 20 Jahre für das Spektrum der Presse, in Fachzeitschriften und publizierte auch mehrere Bücher.
Am 5. Februar 2009 erlag er im Allgemeinen Krankenhaus der Stadt Wien einem langjährigen Krebsleiden und wurde in der Feuerhalle Simmering eingeäschert.

## Realisierungen
- Stadthaus in Wien-Neubau
- mit Wolfgang Zehetner, Walter Michl: Pfarrkirche St. Benedikt am Leberberg in Wien-Simmering[3]
- Wohnhauskomplex in Aarau[4]

## Publikationen
- mit Christian Menn: Die Strasse in der vergessenen Landschaft – der Sustenpass, gta-Verlag, Zürich 1996, ISBN 3-85676-077-6.
- mit Friedrich Achleitner und Boris Podrecca: Boris Podrecca: Arbeiten 1980–1995, Basel 1996, ISBN 3-7643-5441-0; Katja Steiner (Übers. ins Englische): Boston ISBN 0-8176-5441-0.

## Auszeichnungen
- Baupreis für gutes Bauen der Stadt Aarau (CH)
- 2000, 2006 Kulturpreis des Landes Niederösterreich für Architektur
- 2005 Preis der Stadt Wien für Publizistik